# Ian Newton
Ian Newton OBE (* 17. Januar 1940 in Chesterfield, Derbyshire, England) ist ein britischer Ornithologe. Sein Forschungsschwerpunkt ist die Vogelökologie.

## Leben
Newton ist der Sohn des Möbelschreiners Haydn Edwin Newton und der Musiklehrerin Nellie Newton, geborene Stubbs. Nach der Absolvierung der Chesterfield Grammar School erlangte er 1961 den Bachelor of Science an der University of Bristol. 1962 heiratete er Halina Teresa Bialkowska, mit der er zwei Söhne und eine Tochter hat. 1964 wurde er mit einer Dissertation über die Ökologie der Finken zum Ph.D. am Worcester College und 1982 wurde er zum Doctor of Science in Zoologie an der University of Oxford promoviert. 
Ab 1971 forschte Newton über Greifvogel- und andere Vogelpopulationen, dazu zählte insbesondere die Überwachung von Pestizidrückständen in bestimmten Vogelarten und die Bewertung der Auswirkung auf deren Bestände. Zu seinen bekanntesten Langzeitstudien zählt eine Arbeit über brütende Sperber im Süden von Schottland, die er über einen Zeitraum von 27 Jahren betrieb und die zu den detailliertesten und am längsten laufenden Forschungsarbeiten über eine Greifvogelpopulation zählt.

## Mitgliedschaften
Von 1967 bis 1973 war Newton Mitglied bei der Nature Conservancy in Edinburgh. Von 1989 bis 1993 war er Vizepräsident und von 1999 bis 2003 Präsident der British Ornithologists’ Union. Von 1994 bis 1995 war er Präsident der British Ecological Society. Von 2003 bis 2008 war er Ratsvorsitzender der Royal Society for the Protection of Birds. Von 2005 bis 2008 war er Vorstandsvorsitzender des Peregrine Fund. Von 2009 bis 2013 war er Vorsitzender des British Trust for Ornithology.

## Ehrungen
1983 wurde Newton zum Ehrenmitglied der American Ornithologists’ Union gewählt. 1987 erhielt er die Union Medal of the British Ornithologists’ Union. 1989 wurde er mit der President’s Medal der British Ecological Society ausgezeichnet. 1991 erhielt er die Gold Medal der Royal Society for the Protection of Birds. 1993 wurde er zum Fellow of the Royal Society (FRS) und 1994 wurde er zum Fellow of the Royal Society of Edinburgh (FRSE) gewählt. 1995 erhielt er den Elliott Coues Award der American Ornithologists’ Union und den Marsh Award in Conservation Biology der Zoological Society of London. 1999 wurde er mit dem Order of the British Empire (OBE) ausgezeichnet. 2006 erhielt er die Ehrendoktorwürde der University of Sheffield. 2010 wurde er mit der Godman-Salvin Medal der British Ornithologists’ Union ausgezeichnet. 2014 wurde er mit dem Salim Ali International Award for Nature Conservation der Bombay Natural History Society geehrt.

## Schriften (Auswahl)
- 1972: Finches
- 1979: Population ecology of raptors
- 1986: The Sparrowhawk. T & A.D. Poyser. ISBN 0-85661-041-0
- 1998: Population Limitation in Birds
- 2003: The Speciation and Biogeography of Birds
- 2007: The Ecology of Bird Migration
- 2010: Bird Migration. Collins New Naturalist Library.
- 2013: Bird Populations, William Collins, London
- 2017: Farming and Birds, William Collins, London